# Ampulex spectabilis
Ampulex spectabilis är en  stekelart som beskrevs av Kohl 1893. Ampulex spectabilis ingår i släktet Ampulex och familjen Ampulicidae. Inga underarter finns listade i Catalogue of Life.